# Leave Me Alone (The Veronicas-dal)
A Leave Me Alone egy pop-rock stílusú dal, melyet Josh Alexander, Jessica Origliasso, Lisa Origliasso és Billy Steinberg szerzett, producere Alexander és Steinberg volt. A dal a The Veronicas debütáló, The Secret Life of… című albumán kapott helyet.
A szám 70. helyről indult az ARIA kislemezlistáján. Legjobb helyezése 41. lett. A Leave Me Alone eredetileg ausztrál Exposed… The Secret Life of The Veronicas című albumukon jelent meg.

## Számlista
1. Leave Me Alone – 3:32
2. 4ever (Claude Le Gache mixshow) – 5:43
3. Everything I’m Not (Eddie Baez mix – edit) – 4:29

## Slágerlistás helyezések
| Slágerlista (2006)     | Legjobb helyezés |
| ---------------------- | ---------------- |
| Ausztrál kislemezlista | 41               |